# 雙刺長吻鰩
雙刺長吻鰩（學名：Dipturus amphispinus），為軟骨魚綱鰩目鰩科長吻鰩屬的一種，分布於中西太平洋菲律賓海域，本魚體盤相對較寬，頂端有棱角，寬度為 體長的67-72%，是其長度的1.2倍，尾較細長，中部寬度為高度的1.2–1.6倍，第一背鰭起點的寬度為高度的1.2–1.7倍，上顎前長度為體長的18–24%，鼻內寬度的2.2–3倍，頭腹長為體長33–38%，第一背鰭高為基長的1.7-2.1倍，第一背鰭起點至尾尖的距離為第一背鰭基長的3.5-4倍，尾鰭長的3.1-4倍，腹鰭中等大小，後葉長度為體長的16–17％，上顎齒列28-33列，下顎齒列33列，背部主要為褐色，腹部略呈淺褐色且斑點較多，腹側感覺孔小，明顯，黑邊，周圍無灰色斑點，體長可達89.7公分，棲息在深海海域，為底棲性魚類，肉食性，卵生，生活習性不明。